# 王雙駿
王雙駿（英語：Carl Wong Sheung Chun，1971年7月13日—），人稱「Carl叔叔」，是香港的一位音樂製作人，何韻詩御用音樂製作團隊「青山大樂隊」的發起人；和蔡一智合作組成了。

## 背景
王雙駿於九龍慈雲山邨長大，有兩名兄弟，父親是一名海員。王在慈雲山邨入讀小學，後升讀拔萃男書院。因母親家教嚴厲，由是沒有機會加入中學的銀樂隊。中一至中二期間與兩名表哥到琴行學習彈結他和參與樂隊活動。他17歲中五畢業後自知不是愛讀書的人，所以在土瓜灣「藝能動音」任職信差（從報紙上得知招聘消息），其後成为該公司的藝員經理人助手1年，是潘宏彬、何家勁、陳山河以及龍方的褓母。另外，他曾以樂隊「禁區」的名義參加過1989年第5屆嘉士伯音樂節，並獲得冠軍獎項。1990年到高山劇場為譚詠麟歌迷會作樂隊伴奏，同年在寶藝星開展其編曲事業，與杜自持共事，為倫永亮演唱會作準備。王雙駿於1992年正式當上唱片監製，首張負責的唱片是何寶生的《仲夏情懷》。
後來，王雙駿認識了楊振龍，繼而自1993年至1994年開始與草蜢合作。1996年更與蔡一智合作組成Double C Music Group製作音樂。在2000年代往後，王陸續奪得一些幕後獎項，如2001年度十大勁歌金曲幕後大獎最佳歌曲監製、2018年度叱吒樂壇流行榜頒獎典禮叱咤樂壇編曲人大獎、2019年台灣第30屆金曲獎最佳專輯製作人獎、2020年度叱吒樂壇流行榜頒獎典禮叱咤樂壇編曲人大獎等。2021年聯同12位歌手組成「樂壇已死大合唱團」錄製歌曲《樂壇已死》。
2024年3月9日，王雙駿於灣仔會議展覽中心舉行入行以來首個個人作品展《【電笠】示範單位：王雙駿 HATS ON 音樂會 While the Music Last》，並邀得Eason & The Duo Band、謝霆鋒、軟硬天師、麥浚龍、柳應廷、李駿傑、吳林峰等歌手作表演嘉賓。

## 個人生活
王雙駿的前妻為藝人張沅薇，誕下兩子，二人於2007年因胡詠絲介入而分開。其現時妻子為電子音樂組合PixelToy前主音胡詠絲（Candy）。

## 作品列表
1990年
|                                     |  |
| - 吳婉芳 - 門內門外（與張兆鴻合編） |  |

1991年
|                                       |  |
| - 劉德華 - 我終於失去（與張兆鴻合編） |  |

1992年
| | |
| - 何寶生 - 一生想念你（監） - 何寶生 - 夢薔薇（監） - 何寶生 - 你可知我想你（監） - 何寶生 - 倒瀉香檳（與張兆鴻合編、監） - 何寶生 - 醉吧！醉吧！（曲、編、監） - 劉德華 - 只因一個你（編） - 何詠琳 - 情變（監） - 何詠琳 - 最後的晚餐（監） - 何詠琳 - 圖書館之戀（監） | - 何詠琳 - 解悶（曲、編、監） - 何詠琳 - 虛假幻覺（編、監） - 何詠琳 - 神秘的花園（曲、編、監） - 何詠琳 - 想你的下雨天（監） - 何詠琳 - 你是我明天（監） - 何詠琳 - 紅酒裡的眼淚（監） - 何詠琳 - 說你愛我（監） - 何詠琳 - 為何情人會是你（監） - 何詠琳、劉德華 - 心中愛你口難言（監） |

1993年
| | |
| - Girl Friends - 甜夢（編） - Girl Friends - 十三點（編） - Girl Friends - 往日情（編） - 何寶生 - 相愛相聚（監） - 何寶生 - 抱擁多一遍（編、監） - 何寶生 - 曾為妳動情（監） - 何寶生 - 日落情人（監） - 何寶生 - Just Take My Heart（監） - 何寶生 - 誰夢淚有誰（編、監） - 何寶生 - 夜的性感（監） | - 何寶生 - 從來沒有問妳愛誰（監） - 何寶生、周慧敏 - 潮心（曲、編、監） - 湯寶如 - 我為你狂（編） - 甄楚倩 - 遮掩（編） - 甄楚倩 - 從頭開始（編） - 草 蜢 - 世界會變得很美（編） - 莫少聰 - 無聲的告別（編） - 莫少聰 - 最佳女主角（編） - 莫少聰 - 斜望（編） - 黎瑞恩 - 這夜仍然溫暖（編） |

1994年
| | |
| - 王馨平 - 瀟灑女人（曲（與陳頌虹合寫）、編） - 吳奇隆 - 妳說我不該（曲、編） - 草 蜢 - 夢見你（編） - 草 蜢 - 在一起（編） - 草 蜢 - 2004年之大操場（曲、編） - 草 蜢 - 隨時見你隨時愛你（編） - 草 蜢 - 童年回想（曲、編） - 草 蜢 - 私感覺（編） - 草 蜢 - 與你在一起（編） - 草 蜢 - 說再見（編） - 草 蜢 - 嗲噢！（編） - 草 蜢 - 一加一加一的愛（編） - 草 蜢 - 有緣一起（編） - 草 蜢 - 斷句（編） - 草 蜢 - 深淵感覺（編） - 草 蜢 - 再會了空虛（編） - 草 蜢 - 不走回頭路（編） - 孫 楠 - 不敢太愛你（編） - 孫 楠 - 早知道早該忘記（編） | - 張學友 - 這個冬天不太冷（編） - 陳山蔥 - ABCD（監） - 陳山蔥 - 愛多一分鐘（監） - 陳山蔥 - 第一次失戀（曲、編、監） - 陳山蔥 - 攻佔我的心（監） - 陳山蔥 - 掛念（監） - 陳山蔥 - 有你有我有愛（編、監） - 陳山蔥 - 失戀公路（監） - 陳山蔥 - 怱怱（曲、編、監） - 陳山蔥 - 不裝飾的愛（監） - 陳山蔥 - 其實你不喜愛他（曲、編、監） - 彭 羚、巫啟賢 - 愛你愛到太傷痛（編） - 湯寶如 - 字母湯（曲、編） - 劉德華 - 風風雨雨（曲、編） - 劉德華 - 鑽石眼淚（與Patrick Delay合編） - 潘美辰 - 決心和你相遇（編） - 黎瑞恩 - 不愛天才（曲、編） - 黎瑞恩、蔡一傑 - 愛一次便夠（編） |

1995年
| | |
| - CD Voice - 忘形（編） - CD Voice - Goodbye yesterday（編） - 王馨平 - 瀟灑情人（曲（與陳頌虹合寫）、編） - 巫啟賢 - 只因你傷心（編） - 巫啟賢 - 太傷（編） - 巫啟賢、彭 羚 - 等你到白頭（編） - 草 蜢 - 甜蜜寶貝（曲、編） - 草 蜢 - 有緣來做伙（編） - 草 蜢 - 愛碎了（編） - 草 蜢 - 嗲噢（國）（編） - 草 蜢 - 你我他（編） - 草 蜢 - 一直是我最愛的朋友（編） - 草 蜢 - 毀滅世界的悲哀（編） - 草 蜢 - 三人主義（編） - 草 蜢 - 好戲在後頭（編、監） - 草 蜢 - 在家千日好（監） - 草 蜢 - 情歌（監） - 草 蜢 - 無止境的掛牽（監） - 草 蜢 - 不安全感（編、監） - 草 蜢 - 搜神（監） - 草 蜢 - 到處睡的女人（編、監） - 草 蜢 - 空虛的感覺（編、監） - 草 蜢 - 領悟（監） - 草 蜢 - 弟兄姊妹（編、監） - 草 蜢 - 好壞（監） - 草 蜢 - 太平天國（曲、編、監） | - 草 蜢 - 我們都是這樣失戀的（編、監） - 草 蜢 - 愛亂篇（編、監） - 草 蜢 - 好戲在後頭，請鼓掌！（編、監） - 草 蜢 - 愛不怕（編） - 草 蜢 - 失眠歌（編） - 草 蜢 - ？（編） - 草 蜢 - Everything Is Gonna Be All Right（編） - 草 蜢 - 我要讓你再快樂起來（編） - 草 蜢 - 有效期限（編） - 草 蜢 - 難道我們就這樣分手（編） - 草 蜢 - 三人主義（編） - 草 蜢 - 好戲在後頭（國）（編） - 草 蜢 - 聽聽他們唱什麼？（編） - 草 蜢 - 我只剩下自己（編） - 梅艷芳 - 相逢一笑（編） - 梅艷芳 - 明天當我想起你（編） - 陳曉東 - 第一份感情（編） - 陳曉東 - 難忘你這夜心情（編） - 陳曉東 - 純真色彩（編） - 黎瑞恩 - 覺悟（編） - 黎瑞恩、蔡一傑 - 你讓我感動（編） - 劉德華 - 天各一方（編） - 劉德華 - 憑著愛（編） - 劉德華 - 交叉點（編） - 關淑怡、草 蜢 - 月光曲（編、監） |

1996年
| | |
| - 李克勤 - 心領（編、監） - 李樂詩 - 自選影像（監） - 李樂詩 - 原來世界很美（監） - 李樂詩 - 反口（監） - 李樂詩 - 遠走高飛（監） - 李樂詩 - 別躲避（編、監） - 草 蜢 - 係好歌（監） - 草 蜢 - 為甚麼（監） - 草 蜢 - 黑色情歌（編、監） - 草 蜢 - 對一個人愛錯（監） - 草 蜢 - 火宅之人（監） - 草 蜢 - 聽話（編、監） - 草 蜢 - 長夜怨曲（編、監） - 草 蜢 - 天花亂墜之墜亂花天（監） - 草 蜢 - 某月某日那個晚上的深淵（編、監） | - 草 蜢 - 沒結果（監） - 草 蜢 - 我只懂愛着你（監） - 草 蜢 - 長大（編、監） - 張學友 - 無所謂（編） - 軟硬天師 - 唔知係咩嘅我就點會講（曲、編、監） - 趙學而 - 謫仙記（曲、編） - 黎瑞恩 - 預先綵排的分手（編、監） - 黎瑞恩 - 再不想錯過（編、監） - 黎瑞恩 - 缺憾美（編、監） - 黎瑞恩 - 跟你講清楚（編、監） - 黎瑞恩 - 恩想（曲、編、監） - 鍾漢良 - 現身（曲、編、監） - 羅 文 - 心裏有個謎（編、監） - 羅 文 - 讓我奔放（編、監） |

1997年
| | |
| - 何超儀 - 蜜月套房（編） - 何超儀 - 新發明（編） - 林海峰 - 萬家歡樂分分分（編） - 林海峰 - 最菲精選（曲、編） - 林海峰 - 彭小姐（編） - 胡蓓蔚 - 自說自話（編） - 草 蜢 - Jump Jump Jam（監） - 草 蜢 - Ba Ba Ba（監） - 草 蜢 - 親陌愛人（編、監） - 草 蜢 - 醉心病毒（編、監） - 草 蜢 - 站出來（編、監） - 草 蜢 - 往上走（編、監） - 草 蜢 - 愛拼才會贏（編、監） - 草 蜢 - 深灰色（編、監） - 草 蜢 - 本來就是這樣（編、監） - 草 蜢 - 二人世界（國）（編、監） - 草 蜢 - 灰色（監（與陳子鴻、草蜢合監）） - 草 蜢 - 淺灰色（編、監（與陳子鴻、草蜢合監）） - 草 蜢 - 失樂園（編、監） - 草 蜢 - 傷城故事（曲、編、監） - 草 蜢 - 二人世界（編、監） | - 草 蜢 - 二人迷失世界（編、監） - 草 蜢 - 等等（編、監） - 草 蜢 - 和林青霞演戲（曲、編、監） - 草 蜢 - 盡興（監） - 草 蜢 - 娛樂無窮（監） - 草 蜢 - 有路（編、監） - 草 蜢 - 唉唷！愛喔！（監） - 草 蜢 - 二人世界（國）（編、監（與陳子鴻、草蜢合監）） - 梁漢文 - 休息一天（編、監） - 陳小春 - 大件事（編） - 陳小春 - 大件事（Size:XL）（編） - 陳慧嫻 - 把愛留下來（編） - 趙學而 - 沸騰（曲、編、監） - 趙學而 - 兩心花（曲、編、監） - 趙學而 - 反對派（編、監） - 趙學而 - 尋開心（編、監） - 趙學而 - 連體（曲、編、監） - 鄭中基 - 最愛的人不是妳（編） - 鄭伊健 - 單一的愛（編） - 譚小環 - 起身（監） |

1998年
| | |
| - 古巨基 - 我沒有戀愛（曲、編） - 巫啟賢 - 請留住你的腳步·愛像什麼（編） - 巫啟賢 - 飛鷹·太陽一樣（編） - 林海峰 - 明天會更好（曲、編、監） - 林海峰 - 威化少年（監） - 林海峰 - 大決算（監） - 林海峰 - 雪糕車（曲、編、監） - 林海峰 - 網（監） - 林海峰 - 請到櫃面聽電話（監） - 林海峰 - 夏春秋（曲、編、監） - 林海峰 - 鈴鈴交響樂（監） - 林海峰 - 皮禮士利（監） - 林海峰 - 兄弟（曲、編、監） - 林海峰 - 樣本（曲、編、監） - 林海峰 - 私人珍藏（編、監） - 林海峰 - 好時代（監） - 陳奕迅 - 反高潮（編、監） | - 楊千嬅 - 花樣 + 年華（監） - 楊千嬅 - 愛人（編、監） - 楊千嬅 - 洋蔥（監） - 楊千嬅 - 一些生活（編、監） - 楊千嬅 - 非買品（編、監） - 趙學而 - 我說過要你快樂（編、監） - 盧巧音 - 同居角落（編、監） - 盧巧音 - 接收現實（監） - 盧巧音 - 半支怨歌（編、監） - 盧巧音 - 快感飛行（編、監） - 盧巧音 - 我很舒服（監） - 譚小環 - 不屈不服（監） - 譚小環 - 鐵定愛他（編、監） - 譚小環 - 起身（Cherry Mix）（編、監） - 譚小環、Zen - 最差情人（曲、編、監） - 關淑怡 - 薄荷氣味（曲、編） |

1999年
| | |
| - 古巨基 - 深呼吸飛行（編） - 林海峰 - 歡迎（監） - 林海峰 - 公眾假期（監） - 林海峰 - 董事長（編、監） - 林海峰 - 東京大學（監） - 林海峰 - 快（監） - 林海峰 - 廢柴同盟（監） - 林海峰 - 我殺了一個人（監） - 林海峰 - 狂人日記（監） - 林海峰 - 安眠（監） - 林海峰 - 多謝（監） - 張智霖 - 生生世世（編） - 梁詠琪 - 深呼吸飛行（編） - 梁漢文 - 隨時行樂（監） - 梁漢文 - 隨時行樂（麥記叔叔 mix）（編、監） - 梁漢文 - 舊約（監） - 梁漢文 - 太太! 太太!（監） - 梁漢文 - 全世界這麼K（編、監） - 梁漢文 - 人間失格（編、監） - 梁漢文 - 一夜之間（監） | - 梁漢文 - 現在就愛我（監） - 梁漢文 - 我和你（監） - 梁漢文 - 六月天（編、監） - 梅艷芳 - 電話謀殺案（編、監） - 梅艷芳、何韻詩 - 女人煩（編） - 陳奕迅 - 第五個現代化（編） - 陳奕迅 - 快高長大（編） - 陳奕迅 - 如果這一秒鐘你跟我講你不愛我（編） - 陳奕迅 - 我的世界末日（曲、編） - 彭 羚 - 一枝花（編） - 彭 羚 - 給我一段仁愛路（編） - 楊千嬅 - 夏天的故事（監） - 楊千嬅 - 夏日戀人（監） - 楊千嬅 - 缺乏（監） - 蔡一傑 - 遍體鱗傷（編、監） - 蔡一智 - 另有風光（監） - 鄭秀文 - 懶理（編） - 蘇志威 - 小時候（編、監） - 蘇志威、劉小慧 - 愛得小心（監） |

2000年
| | |
| - 古巨基 - <1+1>（編） - 巫啟賢 - 前輩子的債（編） - 李蕙敏 - 亮了紅燈（編、監） - 容祖兒 - 美麗在望（編、監） - 梁朝偉 - 挑逗（監） - 梁漢文 - PG家長指引（請由情人陪同欣賞）（編、監） - 梁漢文 - 瀛寰搜奇（編、監） - 梁漢文 - 周年紀念（編、監） - 梁漢文 - 一次就夠（監） - 梅艷芳 - 童夢失魂夜（編、監） - 梅艷芳 - 我很快樂（編、監） - 梅艷芳 - 笑（監） - 梅艷芳 - 斷章一（監） - 梅艷芳 - 美女與怪獸（曲、編、監） - 梅艷芳 - 愛的教育（監） - 梅艷芳 - 陰差陽錯（監） | - 梅艷芳 - 全日凶（監） - 梅艷芳 - 牀呀! 牀!（監） - 梅艷芳 - 由十七歲開始...（監） - 梅艷芳 - 斷章二（監） - 梅艷芳、陳奕迅 - 同聲一哭（編、監） - 莫文蔚 - 婦女新知（執行監製） - 陳奕迅 - 新廣告歌（編、監） - 陳奕迅 - 綿綿（編、監） - 陳奕迅 - 美麗謊言（監） - 陳奕迅 - 溫室效應（編、監） - 陳奕迅 - 活躍症（編、監） - 謝霆鋒 - 不是定理（編、監） - 謝霆鋒 - 定律（編、監） - 謝霆鋒 - 活著VIVA（編、監） - 謝霆鋒 - 個別意見（編、監） |

2001年
| | |
| - DJ Jason - Ladies Nite（曲、編、監） - 何韻詩 - 光榮之家（編、監） - 何韻詩 - 神經痛（編、監） - 梁漢文 - 重新做人（編、監） - 梁漢文 - 掯（編、監） - 梁漢文 - 咳出來（編、監） - 梁漢文 - 呼吸困難（編、監） - 許志安 - 我怕我會愛上你（編、監） - 陳奕迅 - 阿士匹靈（監） - 陳奕迅 - 衝口而出（曲、編、監） - 陳奕迅 - 大開眼戒（監） - 陳奕迅 - 我不好愛（監） - 陳奕迅 - 熱帶雨林（監） - 陳奕迅 - 人工智能（監） - 陳奕迅 - 結束開始（監） - 陳奕迅 - 活着多好（監） - 陳奕迅 - 他一個人（監） | - 陳奕迅 - 不知所謂（監） - 謝霆鋒 - 潛龍勿用（編、監） - 謝霆鋒 - 玉蝴蝶（編、監） - 謝霆鋒 - 金剛（編、監） - 謝霆鋒 - 不耐煩（編、監） - 謝霆鋒 - 夠了沒有（編、監） - 謝霆鋒 - 慌（監） - 謝霆鋒 - 香水（編、監） - 謝霆鋒 - 一點紅（編、監） - 謝霆鋒 - 誰哭了（監） - 謝霆鋒 - 投降（編、監） - 謝霆鋒 - 不稀罕（監） - 謝霆鋒 - 大路上有微生物（監） - 謝霆鋒 - Without Me（編、監） - 謝霆鋒 - 啟示錄（編、監） - 蘇永康 - 密雲（間中有雨）（編） |

2002年
| | |
| - 陳奕迅 - 隨意門（編、監） - 陳奕迅 - 1874（曲、編、監） - 陳奕迅 - 兩名男子街頭相遇（曲、編、監） - 陳奕迅 - 防不勝防（監） - 陳奕迅 - 黑面（監） - 葉蒨文 - 華麗緣（編） - 謝霆鋒 - 你看我看你（編、監） - 謝霆鋒 - 對付我（編、監） - 謝霆鋒 - 一毫子（監） - 謝霆鋒 - 吸（監） - 謝霆鋒 - 繼續唱（監） - 謝霆鋒 - 了結他（監） | - 謝霆鋒 - 呆滯（監） - 謝霆鋒 - 白衣天使（監） - 謝霆鋒 - 西部大開發（編、監） - 謝霆鋒 - 完美啟示錄（編、監） - 謝霆鋒 - Let Me Die（編、監） - 謝霆鋒 - 冥想（監） - 謝霆鋒 - 無形（監） - 謝霆鋒 - 巴斯光年（監） - 謝霆鋒 - 從前、以後（監） - 謝霆鋒 - 獅子山下（編、監） - 謝霆鋒、陳奕迅 - 細路（監） |

2003年
| | |
| - at17 - 畫你（編） - 古天樂 - Mr. Cool（編、監） - 容祖兒 - 最後一課（曲、編、監） - 容祖兒 - 歌姬（編、監） - 梁漢文 - 零比零（曲、編、監） - 梁漢文 - 三宅一生（編、監） - 梁漢文 - 九九九（曲、編、監） - 盧巧音 - 昏迷（曲、編） - 謝霆鋒 - 第二世（監） - 謝霆鋒 - 繼續發育（監） | - 謝霆鋒 - 邊走邊愛（監） - 謝霆鋒 - 餘興節目（監） - 謝霆鋒 - 一個都不能少（編、監） - 謝霆鋒 - 告密者（監） - 謝霆鋒 - 夜光杯（編、監） - 謝霆鋒 - 郵寄睡眠（監） - 謝霆鋒 - 紙飛機（監） - 謝霆鋒 - 邊走邊愛（國）（監） - 謝霆鋒 - 光輝歲月（編、監） |

2004年
| | |
| - 吳日言 - 轉機（編、監） - 吳日言 - 麥田守望者（曲、編、監） - 容祖兒 - 真身上陣（曲、編、監） - 梁漢文 - 新聞女郎（曲、編、監） - 麥浚龍 - 怪物小王子（曲、編、監） - 麥浚龍 - 真功夫（曲、編、監） - 楊千嬅 - 偷吻杜魯福（編） - 劉浩龍 - 錯定離手（編、監） - 劉浩龍 - 奇幻世紀（編、監） - 鄭希怡 - 花多眼亂（曲、編、監） - 鄭希怡 - 心眼（編、監） | - 鄭希怡 - 所謂愛（曲、編、監） - 梅艷芳 - 不惑（與李端嫻合編） - 謝霆鋒 - 模特兒（編、監） - 謝霆鋒 - 不散（編、監） - 謝霆鋒 - 影迷（編、監） - 謝霆鋒 - 我什麼都不是（監） - 謝霆鋒 - 快（編、監） - 謝霆鋒 - 黃（編、監） - 謝霆鋒 - 日月（編、監） - 謝霆鋒 - 黃種人（編、監） |

2005年
| | |
| - EO2 - 大搖大擺 - EO2 - 內疚 - I Love You Boyz - 龍兄鳳弟（曲、編、監） - Krusty - 吉絲締的衣櫃（曲、編、監） - Krusty - Morning Sir（監） - Krusty - 愛到你發狂（監） - Krusty - 七金剛（曲、編、監） - Krusty - 孤戀花（曲、編、監） - 何韻詩 - 不是吟詩的時候（曲、編） - 何韻詩 - 樓台會（編） - 草 蜢 - 我們（曲、編、監） - 草 蜢 - 萬眾期待（曲、編、監） - 草 蜢 - 飛躍舞台由我們開始（編、監） - 草 蜢 - 我們（國）（曲、編、監） | - 陳奕迅 - 聽聽（曲、編、監） - 陳奕迅 - 人神鬥（曲、編、監） - 麥浚龍 - 雌雄同體（編、監） - 麥浚龍 - 愚人節大遊行（曲、編、監） - 鄭希怡 - 想（曲、編、監） - 鄭希怡 - 懶音詩人（監） - 鄭希怡 - 遊魂（曲、編、監） - 鄭希怡 - 迷失（曲、編、監） - 鄭希怡 - 想（國）（曲、編、監） - 鄭希怡 - 風雷電（曲、編、監） - 謝霆鋒 - 怕黑（編、監） - 謝霆鋒 - 蘇三想說（編、監） - 謝霆鋒 - 同門（編、監） |

2006年
| | |
| - EO2 - 手忙腳亂（曲、編、監） - Krusty - 吉絲締的兄弟（曲、編、監） - Krusty - 戀物狂（曲、編、監） - 何韻詩 - 花見（曲、編、監） - 何韻詩 - Her Story（編、監） - 容祖兒 - 喜喜（曲、編、監） - 容祖兒 - 黃色大門（曲、編、監） - 草 蜢 - 將軍令（編、監） | - 梁漢文 - 戀愛盲（編、監） - 梁漢文 - 戰後餘生（編、監） - 軟硬天師 - Overture（監） - 軟硬天師 - Long Time No See I（曲、編、監） - 軟硬天師 - 妳的生活（曲、編、監） - 謝霆鋒 - 小宇宙（編、監） - 謝霆鋒 - 我的小宇宙（編、監） |

2007年
| | |
| - Freeze - 金睛火眼（曲、編、監） - 何韻詩 - 紅屋頂（曲、編） - 林海峰 - 我哋大家（曲、編、監） - 容祖兒 - 零時零分（編、監） - 容祖兒 - 螢（編、監） - 容祖兒 - 床前無月光（曲、編、監） - 容祖兒 - 渴望晨曦的女孩（監） - 草 蜢 - Forever（編、監） - 陳奕迅 - 變色龍（曲、編、監） - 麥浚龍 - 成魔之路（曲、編、監） | - 麥浚龍 - 惡搞之物（監） - 麥浚龍 - 市民之光（曲、監） - 麥浚龍 - Poor U（監） - 麥浚龍 - 成仙之路（曲） - 麥浚龍 - 左面（曲、編、監） - 麥浚龍 - Unhappy Hour（曲） - 麥浚龍、何韻詩 - 第三身（曲、編、監） - 麥浚龍、林海峰 - 成魔之路（曲、編、監） - 麥浚龍、草 蜢 - 亥時出世（曲、編、監） |

2008年
| | |
| - Freeze - 黑色暴雨（曲、編、監） - 容祖兒 - 貪嗔癡（編、監） - 容祖兒 - 夢非夢（國）（編、監） - 容祖兒 - 跑步機上（曲、編、監） - 容祖兒 - 與蝶同眠（曲、編、監） - 容祖兒 - 夢非夢（編、監） - 容祖兒 - 二人浴（監） - 容祖兒 - 忘憂草（監） - 容祖兒 - 愛怪物的你（編、監） - 容祖兒 - Scream!（編、監） - 容祖兒 - 蛇（編、監） - 容祖兒 - 頹（編、監） - 容祖兒 - 28個我（監） - 陳百祥 - 馬照跳（監） - 陳奕迅 - 歌頌（曲、編、監） - 陳慧琳 - 大（曲、編、監） - 麥浚龍 - 借火（編、監） - 麥浚龍 - 可不可不撐下去（編、監） | - 麥浚龍 - 燈塔（編、監） - 麥浚龍 - 酷兒（編、監） - 麥浚龍 - 鐵甲人（監） - 麥浚龍 - 也（曲、編、監） - 麥浚龍 - 吃鯨魚的人（監） - 麥浚龍 - 舌尖紋了瑪利亞（編、監） - 麥浚龍 - 嘔吐（曲、編、監） - 麥浚龍 - 八陣圖與旅客（編、監） - 麥浚龍 - 從此世界多了一分鐘（編、監） - 麥浚龍 - 從桃花源竟踩到地雷震（監） - 麥浚龍 Feat. 軟硬天師 - 林民龍（at17 Mix）（曲、監） - 麥浚龍 Feat. 軟硬天師 - 林民龍（Original Mix）（曲、編、監） - 麥浚龍 Feat. 軟硬天師 - 林民龍（Snowman Mix）（曲） - 麥浚龍 Feat. 軟硬天師 - 林民龍（GMO Mix）（曲、監） - 劉浩龍 - 神啊！求求讓我睡（編、監） - 劉浩龍 - 大花面（編、監） - 劉浩龍 - 洗澡（編、監） - 劉浩龍 - 神啊！求求讓我睡（Piano Mix）（編、監） |

2009年
|                                                                                              |                                                             |
| - HotCha - 變大（曲、編、監） - 容祖兒 - 桃色冒險（曲、編、監） - 草 蜢 - 人愛世人（編、監） | - 麥浚龍 - 生死疲勞（編、監） - 黎美言 - 玉子（曲、編、監） |

2010年
| | |
| - 何韻詩 - 菇菇歌（編） - 何韻詩 - 西伯利亞開滿臘梅花（編、監） - 何韻詩 - 鋼鐵人（編、監） - 何韻詩 - 鋼鐵是怎樣煉成的（編、監） | - 朱紫嬈 - 愛的一種說法（編、監） - 容祖兒 - 一直看見天使（曲、編、監） - 麥浚龍 - 櫻吹雪（編、監） - 鍾舒祺 - 不一樣（曲、編、監） |

2011年
| | |
| - Ketchup - Something Crazy（曲、監） - Twins - 上陣（曲、編、監） - 朱紫嬈 - 無心睡眠（編、監） - 朱紫嬈 - 愛得太少（編、監） - 朱紫嬈、蘇永康 - 圓缺（曲、編、監） - 岑寧兒 Feat. 林海峰 - 玩得Spooky啲（曲、編、監） | - 狄易達 - 明日之謎（曲、編、監） - 林海峰 - 安多芬與我（曲、編、監） - 林海峰 - 安多芬與我的巴沙諾瓦（曲） - 林海峰 - 玩得開心啲（曲、編、監） - 林 峯 - 熱能放送（曲、編、監） |

2012年
| |                                                                                                 |
| - 吳雨霏 - 告白（編、監） - 吳雨霏 - 告白（周柏豪 v.o. version）（編、監） - 容祖兒 - 加大力度（曲、編、監） | - 容祖兒 – 途經北海道（編、監） - 麥浚龍、關淑怡 - 鎖骨（曲、編、監） - 楊千嬅 - 深息（編、監） |

2013年
| | |
| - 周柏豪 - 摔角（曲、編、監） - 周柏豪 - 摔角（Big Shot Version）（曲、編、監） - 林欣彤 - 番梘（編、監） - 林欣彤 - 時間（編、監） | - 林欣彤 - 自主型（編、監） - 容祖兒 - 臨床（監） - 軟硬天師 - 嘻哈（曲、編、監） - 麥浚龍 - 鶴頂紅（編、監） |

2014年
| | |
| - C-12 – 揀一個死法（曲、編、監） - C-12 – 被注射（曲、編、監） - C-12 – 愈來愈正常（曲、編、監） - C-12 – 罪名（曲、編、監） - RubberBand - 放（編、監） - RubberBand - We are One（編、監） - 周柏豪 - 同行（曲、編、監） | - 周柏豪 - 簡約（編、監） - 林欣彤 - 情歌的意義（編、監） - 林欣彤 - 光源（曲、編、監） - 容祖兒 Feat. 謝霆鋒 - 讓我們走下去（編、監） - 麥浚龍 - 畸（編、監） - 鄭希怡 - Why So Cool（曲、編、監） - 謝霆鋒 - 穿越火線（編、監） |

2015年
| | |
| - RubberBand - 挾持（編、監） - RubberBand - 休眠（編、監） - RubberBand - 我是樂隊（編、監） - RubberBand Feat. 恭碩良 - Gotta Go!（曲、編、監） - 林欣彤 - 我們都是這樣長大的（編、監） - 林欣彤 - 本身的用處（曲、編、監） | - 林欣彤 - 金剛圈（監） - 林欣彤 - 小花（編、監） - 陳奕迅 - 起點‧終站（編、監） - 陳詠謙 - 告白（編、監） - 麥浚龍 - 睡前服（編、監） - 麥浚龍 Feat. 周國賢 - 雷克雅未克（編、監） |

2016年
| | |
| - ReVe - 派錯派對（曲、編、監） - RubberBand - 許多年以後（編、監） - RubberBand - Alive（編、監） - RubberBand - #sorrynotsorry（編、監） - RubberBand - 七（編、監） - RubberBand - 我是未來（編、監） - RubberBand - G.I.（編、監） | - RubberBand Feat. Charatay - 堅彌地城（編、監） - Supper Moment - 一樣不一樣（編、監） - 麥浚龍 - 呻吟（編、監） - 麥浚龍 Feat. 盧凱彤 - 如髮（編、監） - 麥浚龍、薛凱琪 - 結（曲、編、監） - 衛 蘭 - 失戀的意義（編、監） - 鍾舒祺 - 夢想家（編、監） |

2017年
| | |
| - G.E.M. - Victoria（編、監） - JW - 妒忌心（曲、編、監） - ReVe - After Party（曲、編、監） - Supper Moment - 說再見了吧（編、監） - Supper Moment - 靈感床（編、監） - Supper Moment - 大丈夫（編、監） - 方皓玟 - Let's Say（編、監） - 余春嬌 - 余春嬌（監） - 余春嬌 Feat. 張志明 - 當我想起你（編、監） | - 林欣彤 - 奇怪（曲、編、監） - 梁漢文 - 你哪位（曲、編、監） - 許廷鏗 - 藍血人（曲、編、監） - 許靖韻 - 琢磨（編、監） - 許靖韻 - 被討厭的勇氣（曲、編、監） - 楊千嬅 - Wonder Woman（曲、編、監） - 鍾舒漫 - 小碎步（曲、編、監） - 鍾舒漫 - Be Water, My Friend（曲、編、監） |

2018年
| | |
| - Eason and the duo band - 8:15pm（曲、編、監） - Eason and the duo band - 破壞王（曲、監） - Eason and the duo band - 海裡睡人（監） - Eason and the duo band - 漸漸（監） - Eason and the duo band - Devotion（監） - Eason and the duo band - 敬菸（監） - Eason and the duo band - 蠢（監） - Eason and the duo band - 瘋狂的朋友（監） - Eason and the duo band - Unity（監） - Eason and the duo band - Run（監） - Eason and the duo band - 龍舌蘭（監） - Eason and the duo band - 我們萬歲（監） - Eason and the duo band - Originality（監） - Eason and the duo band - 與你常在（監） - Eason and the duo band - 可一可再（監） - Super Girls - 閨蜜專用（曲、編、監） - Supper Moment - 258km/h（編、監） - Supper Moment - 不要死在崇拜裡（編、監） - Supper Moment - 橙海（編、監） | - Supper Moment - 全世界暫停（編、監） - Supper Moment - 撼動（編、監） - Supper Moment、Gin Lee - 分享的勝利（編、監） - 容祖兒、Twins - 全副舞裝（曲、編、監） - 陳詠謙 - 放工未（曲、編、監） - 陳詠謙 - 飲啦小氣（編、監） - 陳嘉茵 - 大肆慶祝（曲、編、監） - 陳嘉茵 - 大肆慶祝（Remix）（曲、監） - 陳嘉茵 - 啦啦小隊（曲、編、監） - 麥浚龍 - 勇悍．17（編、監） - 麥浚龍 - 困獸．28（監） - 楊千嬅 - 一二三，三二一（編、監） - 楊千嬅 - 搖滾之母（監） - 謝安琪 - 沐春風（曲、編、監） - 鍾舒祺 - 裸泳（曲、編、監） - 鍾舒漫 - 開心節（曲、編、監） - 鍾舒漫 - R U Naughty?（曲、編、監） - 鍾舒漫 - 黑人問號（編、監） |

2019年
|                                                                                             |                                                                |
| - 麥浚龍 - 寂寞就如（編、監） - 麥浚龍 - 情感的廢墟（編、監） - 麥浚龍、韋羅莎 - 黑盒（監） | - 陳 蕾 - 相信一切是最好的安排（編、監） - 魏如萱 - 竊笑（編） |

2020年
| | |
| - MIRROR - IGNITED（曲、編、監） - 柳應廷 - 水刑物語（編、監） - 柳應廷 - 迴光物語（編、監） - 柳應廷 - 風靈物語（曲、編、監） - 陳卓賢 - 鯨落（編、監） - 陳卓賢 - 背伴（編、監） | - 麥浚龍 - 很怕死（監） - 楊千嬅 - 現在就是最後的意願（編、監） - 鄧小巧 - 惹味（監） - 謝安琪 - 再度（監） - 鍾舒祺 - 傻子（監） - 鍾舒漫、鍾舒祺 - 未夠癲（監） |

2021年
| | |
| - MIRROR - The Beautiful Game（曲、編、監） - 方皓玟 - Freedom（編、監） - 江𤒹生、楊樂文 - 虎道門（曲、編、監） - 吳林峰 - 明天一切如常（編、監） - 吳林峰、樂壇已死大合唱團 - 樂壇已死（編、監） | - 柳應廷 - 狂人日記（編、監） - 柳應廷 - 砂之器（曲、編、監） - 柳應廷 - 人類群星閃耀時（編、監） - 柳應廷、楊乃文 - 糾纏（曲、編、監） - 馮允謙 - 因愛之罪名（曲、編、監） |

2022年
| | |
| - Kendy Suen - ◯（監） - Mansonvibes - It's a sin.（編、監） - Mansonvibes - moments in times（監） - MIRROR - WE ARE（曲、編、監） - SENZA A Cappella - 群魔亂舞（監） - ToNick - 量子糾纏（監） - 王智德 - 道路使用者的有型守則（監） - 江𤒹生 - 信之卷（監） - 江𤒹生、王智德 - REBOUND（曲、編、監） - 吳林峰 - 土撥鼠之日（編、監） - 吳林峰 - 俄羅斯套娃（編、監） | - 吳林峰、謝芊彤 - 我也難過的（編、監） - 李駿傑 - 半（編、監） - 李駿傑 - 九（編、監） - 李駿傑 - 阿波羅（編、監） - 冼靖峰、何晉樂、文凱婷、林君蓮、蔡愷穎 - 夢想這信仰（監） - 柳應廷 - MM7（編、監） - 柳應廷 - 離別的規矩（編、監） - 柳應廷 - 自毀的程序（編、監） - 柳應廷 - 坐看雲起時（編、監） - 章尾而 - 貞（監） - 陳宗澤 - 神經刀（編、監） - 雲浩影 - 到了那裏就對吧（編、監） |

2023年
| | |
| - The Hertz - 正義病患者（監） - ToNick - 記得梳頭（編、監） - ToNick - 尋幸福的話（監） - ToNick - 寒假（監） - 方皓玟 - It's Not Your Fault（編、監） - 方皓玟 - 弄哭男孩子（編、監） - 吳林峰 - 捱麵包的人（編、監） - 吳林峰 - 未生（編、監） - 李駿傑 - CLOSER（編、監） - 李駿傑 - You First（編、監） | - 李駿傑 - 獨角獸之戀（監） - 林海峰 - 全球百大型男（編、監） - 邱士縉 - 來不及（編、監） - 柳應廷 - 從零開始的新世界（監） - 柳應廷 - JM單身9（監） - 柳應廷 - Dear Children（曲、監） - 柳應廷 - 大海少年（監） - 張敬軒 - 隱形遊樂場（真想給你見到它）（編、監） - 鄭俊弘 - 左搖右擺（編、監） - 謝安琪 - 成婚破浪（編、監） |

2024年
| | |
| - 王智德、江𤒹生、陳瑞輝、楊樂文 - FING!（曲、編、監） - 王嘉儀 - 地縛靈（監） - 吳林峰 - The Southside Fantasy（曲） - 吳業坤 - 啲咁多（編、監） - 李駿傑 - 唯美本尊（編、監） - 李駿傑 - Villain（監） - 柳應廷 - 筆觸男孩憂鬱之死（編、監） - 柳應廷 - 約齊靈魂在墳墓開生日派對（編、監） - 柳應廷 - 月居人（監） | - 柳應廷 - 沒終點的青春（編、監） - 陳卓賢、柳應廷、邱士縉、邱傲然 - 吃腐肉的鷹（編、監） - 雲浩影 - 慢性分手（監） - 馮允謙 - JAY FUNG儀態訓練學院（編、監） - 楊千嬅 - 穿越（監） - 楊樂文 - 如果電話亭（曲、編、監） - 鄭俊弘 - 爛好人（編、監） - 鍾舒漫 - What You Get（曲、編、監） - 譚杏藍 - 草（編、監） |

2025年
| |                                                                                 |
| - 李駿傑 - 活（監） - 李駿傑 - Tie Me Now（監） - 李駿傑 - Tie Me Now（Intense Version）（監） - 柳應廷 - 不要活成自己討厭的模樣（監） | - 柳應廷 - 大人之後（編、監） - 柳應廷 - 記憶倒行（監） - 鄧小巧 - 轉彎到（監） |

## 曾獲獎項
- 2001年度十大勁歌金曲幕後大獎 - 最佳歌曲監製（玉蝴蝶，監製：謝霆鋒+王雙駿）
- 2002年度叱咤樂壇流行榜頒獎典禮 - 叱咤樂壇至尊唱片大獎《The Line Up》（監製） 陳輝陽+王雙駿
- 2003年度叱咤樂壇流行榜頒獎典禮 - 叱咤樂壇至尊唱片大獎《10號》（監製） 陳輝陽+伍樂城+雷頌德+王雙駿
- 2002全球華語歌曲排行榜全年最佳編曲獎 - 香水
- 2005年度叱咤樂壇流行榜頒獎典禮 - 叱咤樂壇編曲人大獎
- 2008年度叱吒樂壇流行榜頒獎典禮 - 叱咤樂壇編曲人大獎[11]
- 2008年度十大勁歌金曲幕後大獎 - 最佳編曲（跑步機上）[12]
- 2018年度叱吒樂壇流行榜頒獎典禮 - 叱咤樂壇編曲人大獎[13]
- 2019年台灣第30屆金曲獎-憑陳奕迅《L.O.V.E.》獲得最佳專輯製作人獎[14]
- 2020年度叱吒樂壇流行榜頒獎典禮 - 叱咤樂壇編曲人大獎[15]
- 2022年度叱吒樂壇流行榜頒獎典禮 - 叱咤樂壇編曲人大獎
- Chill Club 推介榜年度推介22/23 - Chill Club年度監製

## 外部連結
- 王雙駿的Instagram帳戶
- 王雙駿的Facebook專頁